# Petrosawodskoje
Petrosawodskoje (russisch Петрозаводское, deutsch Eichwald [Oberförsterei]) ist ein Ort in der russischen Oblast Kaliningrad. Er gehört zur kommunalen Selbstverwaltungseinheit Stadtkreis Tschernjachowsk im Rajon Tschernjachowsk. Es handelt sich hierbei um eine Försterei.

## Geografische Lage
Die Försterei befindet sich am Südrand des les Tschernjachowski, dem ehemaligen Staatsforst Eichwald, etwa sieben Kilometer nordöstlich vom Stadtzentrum von Tschernjachowsk (Insterburg).

## Geschichte
Seit 1874 gehörte die Oberförsterei Eichwald zum Amtsbezirk Eichwald in Kreis Insterburg. Im Jahr 1929 wurde die Oberförsterei (offenbar) in die Gemeinde Neu Stobingen im Amtsbezirk Pieragienen eingegliedert. Mit Stand von 1945 war dies die Gemeinde Stobingen im Amtsbezirk Angerlinde.
Nach der Angliederung an die Sowjetunion wurde der Ort im Jahr 1950 in Petrosawodskoje umbenannt und in den Dorfsowjet Krasnopoljanski selski Sowet im Rajon Tschernjachowsk eingegliedert. Von 2008 bis 2015 gehörte Petrosawodskoje zur städtischen Gemeinde Tschernjachowskoje gorodskoje posselenije und seither zum Stadtkreis Tschernjachowsk.